# Dipsas elegans
Espèce
Statut de conservation UICN

 VU B1ab(iii,v) : Vulnérable
Synonymes
- Leptognathus elegans Boulenger, 1896

Dipsas elegans  est une espèce de serpents de la famille des Dipsadidae.

## Répartition
Cette espèce est endémique d'Équateur.

## Description
L'holotype de Dipsas elegans mesure 310 mm dont 80 mm pour la queue. Cette espèce a la face dorsale brun pâle et présente de nombreuses rayures transversales brun noirâtre plus claires au centre, la partie antérieure étant divisée en deux. Sa tête est tachetée et marbrée de noirâtre. Sa face ventrale est blanchâtre tacheté de brun noirâtre.

## Publication originale
- Boulenger, 1896 : Catalogue of the snakes in the British Museum. London, Taylor & Francis, vol. 3, p. 1-727 (texte intégral).